# Rivalda
A Rivalda (1969–1991-ig, majd 2005–2008-ig) a budapesti Magvető Könyvkiadó könyvsorozata, drámaantológia sorozata (ISSN 0133-8757), amelyben évente általában nyolc kortárs drámaíró frissen bemutatott műve jelent meg.
A sorozat szerkesztője 1986-ig Kardos György volt.
A borítón 1987-ig az előadásokon készült fekete-fehér fotókat helyeztek el mozaikszerűen. Jobb felső sarokban fehér alapon sorozatcím évszámmal (Pl. RIVALDA 67-68) évenként más-más színnel. Az első évben, 1969-ben a bal alsó sarokban az alcím (NYOLC MAGYAR SZÍNMŰ)
A kötetekben további fekete-fehér fotók találhatók az előadásokról, portréfotók a szerzőkről és a rendezőkről.
A darabokhoz mellékelték a premier szereposztását is.
1991-ig 185 színdarab került kiadásra. A legtöbb színműve (tizenkettő) Illyés Gyulának jelent meg. Tíz műve jelent meg Csurka Istvánnak, nyolc Hernádi Gyulának. De a korszak szinte valamennyi jelentős színműírójának legalább egy-egy darabja. Többek között Szabó Magda, Németh László, Eörsi István, Nádas Péter, Spiró György, Karinthy Ferenc, Szakonyi Károly, Weöres Sándor, Déry Tibor, Mesterházi Lajos, Müller Péter, Moldova György művei.
1989-ben, 1990-ben és 1991-ben a borítón két színes, körülbelül félkör alkotta érdekes ábra jelenik meg. Középen a cím, Rivalda érdekes, modern betűkkel, alatta egymás alatt az évszámok, legalul Magvető Kiadó.
A 2005-től (Rivalda 2004–2005) indult újra megújult, évente eltérő, egyedinek tűnő díszítésű borítóval.
2008 óta újabb kötete nem jelent meg.

## A sorozatban megjelent kötetek
- Rivalda 67-68, Nyolc magyar színmű, szerkesztette: Kardos György, 1969
- Rivalda 68-69, Kilenc magyar színmű, szerkesztette: Kardos György, 1970
- Rivalda 69-70, Kilenc magyar színmű, szerkesztette: Kardos György, 1971
- Rivalda 70-71, Nyolc magyar színmű, szerkesztette: Kardos György, 1972
- Rivalda 71-72, Kilenc magyar színmű, szerkesztette: Kardos György, 1973
- Rivalda 72-73, Nyolc magyar színmű, szerkesztette: Kardos György, 1974
- Rivalda 73-74, Nyolc magyar színmű, szerkesztette: Kardos György, 1975
- Rivalda 74-75, Nyolc magyar színmű, szerkesztette: Kardos György, 1976
- Rivalda 75-76, Nyolc magyar színmű, szerkesztette: Kardos György, 1977
- Rivalda 76-77, Nyolc magyar színmű, szerkesztette: Kardos György, 1978
- Rivalda 77-78, Hat magyar színmű, szerkesztette: Kardos György, 1979
- Rivalda 78-79, Nyolc magyar színmű, szerkesztette: Kardos György, 1980
- Rivalda 79-80, Nyolc magyar színmű, szerkesztette: Kardos György, 1981
- Rivalda 80-81, Nyolc magyar színmű, szerkesztette: Kardos György, 1982
- Rivalda 81-82, Kilenc magyar színmű, szerkesztette: Kardos György, 1983
- Rivalda 82-83, Tíz magyar színmű, szerkesztette: Kardos György, 1984
- Rivalda 83-84, Nyolc magyar színmű, szerkesztette: Kardos György, 1985
- Rivalda 84-85, Kilenc magyar színmű, szerkesztette: Kardos György, 1986
- Rivalda 85-86, Nyolc magyar színmű, szerkesztette: Jovánovics Miklós, 1987
- Rivalda 86-87, Nyolc magyar színmű, szerkesztette: Jovánovics Miklós, 1988
- Rivalda 87-88, Öt magyar színmű, szerkesztette: Lovas Ildikó, 1989
- Rivalda 88-89, Hét magyar színmű, szerkesztette: Lovas Ildikó, 1990
- Rivalda 89-90, Nyolc magyar színmű, szerkesztette: Lovas Ildikó, 1991

- Rivalda 2004–2005, Hét mai magyar dráma, szerkesztette: Garaczi László-Morcsányi Géza-Tarján Tamás, 2005, ISBN 9789631424621
- Rivalda 2005–2006, Nyolc mai magyar dráma, szerkesztette: Garaczi László-Mohácsi János-Tarján Tamás, 2006, ISBN 9631425207
- Rivalda 2006–2007, Hat mai magyar dráma, szerkesztette: Pinczés István-Tarján Tamás-Upor László, 2007, ISBN 9789631425642
- Rivalda 2007–2008, Öt mai magyar dráma, szerkesztette: Péczely Dóra, 2008, ISBN 9789631426861

## A sorozatban megjelent művek
| Ssz. | Évad              | Szerző                      | Cím                                                                                    |
| ---- | ----------------- | --------------------------- | -------------------------------------------------------------------------------------- |
| 1.   | Rivalda 67-68     | Darvas József               | Zrínyi                                                                                 |
| 2.   | Rivalda 67-68     | Füst Milán                  | Catullus                                                                               |
| 3.   | Rivalda 67-68     | Görgey Gábor                | Komámasszony, hol a stukker?                                                           |
| 4.   | Rivalda 67-68     | Gyurkó László               | Szerelmem, Elektra                                                                     |
| 5.   | Rivalda 67-68     | Illyés Gyula                | Kegyenc                                                                                |
| 6.   | Rivalda 67-68     | Örkény István               | Tóték                                                                                  |
| 7.   | Rivalda 67-68     | Raffai Sarolta              | Egyszál magam                                                                          |
| 8.   | Rivalda 67-68     | Sánta Ferenc                | Éjszaka                                                                                |
| 9.   | Rivalda 68-69     | Csurka István               | Ki lesz a bálanya?                                                                     |
| 10.  | Rivalda 68-69     | Illyés Gyula                | Az Éden elvesztése                                                                     |
| 11.  | Rivalda 68-69     | Déry Tibor                  | Szembenézni                                                                            |
| 12.  | Rivalda 68-69     | Dobozy Imre                 | Eljött a tavasz                                                                        |
| 13.  | Rivalda 68-69     | Fejes Endre                 | Vonó Ignác                                                                             |
| 14.  | Rivalda 68-69     | Illés Endre                 | Festett egek                                                                           |
| 15.  | Rivalda 68-69     | Jókai Anna                  | Fejünk felől a tetőt                                                                   |
| 16.  | Rivalda 68-69     | Raffai Sarolta              | Diplomások                                                                             |
| 17.  | Rivalda 68-69     | Tersánszky J. Jenő          | A kegyelmes asszony portréja                                                           |
| 18.  | Rivalda 69-70     | Cseres Tibor                | Barbár változatok                                                                      |
| 19.  | Rivalda 69-70     | Fejes Endre                 | Kéktiszta szerelem                                                                     |
| 20.  | Rivalda 69-70     | Gyurkó László               | Fejezetek Leninről                                                                     |
| 21.  | Rivalda 69-70     | Illyés Gyula                | Tiszták                                                                                |
| 22.  | Rivalda 69-70     | Karinthy Ferenc             | Gellérthegyi álmok                                                                     |
| 23.  | Rivalda 69-70     | Németh László               | Az írás ördöge                                                                         |
| 24.  | Rivalda 69-70     | Pálfy József-Kazimir Károly | A magyar kérdés                                                                        |
| 25.  | Rivalda 69-70     | Szakonyi Károly             | Adáshiba                                                                               |
| 26.  | Rivalda 69-70     | Taar Ferenc                 | Nap a város felett                                                                     |
| 27.  | Rivalda 70-71     | Csurka István               | Döglött aknák                                                                          |
| 28.  | Rivalda 70-71     | Darvas József               | Pitypang                                                                               |
| 29.  | Rivalda 70-71     | Devecseri Gábor             | Bikasirató                                                                             |
| 30.  | Rivalda 70-71     | Fekete Sándor               | Őserdei szümpozion                                                                     |
| 31.  | Rivalda 70-71     | Illyés Gyula                | Bölcsek a fán                                                                          |
| 32.  | Rivalda 70-71     | Németh László               | Bodnárné                                                                               |
| 33.  | Rivalda 70-71     | Örkény István               | Macskajáték                                                                            |
| 34.  | Rivalda 70-71     | Weöres Sándor               | A holdbeli csónakos                                                                    |
| 35.  | Rivalda 71-72     | Áprily Lajos                | A bíboros                                                                              |
| 36.  | Rivalda 71-72     | Fejes Endre                 | Cserepes Margit házassága                                                              |
| 37.  | Rivalda 71-72     | Fekete Sándor               | Hőség hava                                                                             |
| 38.  | Rivalda 71-72     | Galambos Lajos              | Fegyverletétel                                                                         |
| 39.  | Rivalda 71-72     | Illyés Gyula                | Különc                                                                                 |
| 40.  | Rivalda 71-72     | Karinthy Ferenc             | Pesten és Budán                                                                        |
| 41.  | Rivalda 71-72     | Kertész Ákos                | Makra                                                                                  |
| 42.  | Rivalda 71-72     | Németh László               | Győzelem                                                                               |
| 43.  | Rivalda 71-72     | Páskándi Géza               | Vendégség                                                                              |
| 44.  | Rivalda 72-73     | Darvas József               | Hunyadi                                                                                |
| 45.  | Rivalda 72-73     | Eörsi István                | Széchenyi és az árnyak                                                                 |
| 46.  | Rivalda 72-73     | Fekete Sándor               | Akar-e ön író lenni?                                                                   |
| 47.  | Rivalda 72-73     | Gyurkó László               | A búsképű lovag Don Quijote de la Mancha szörnyűséges kalandjai és gyönyörűszép halála |
| 48.  | Rivalda 72-73     | Illyés Gyula                | Testvérek                                                                              |
| 49.  | Rivalda 72-73     | Kertész Ákos                | Névnap                                                                                 |
| 50.  | Rivalda 72-73     | Maróti Lajos                | Az utolsó utáni éjszaka                                                                |
| 51.  | Rivalda 72-73     | Németh László               | Gandhi                                                                                 |
| 52.  | Rivalda 73-74     | Illés Endre                 | Névtelen levelek                                                                       |
| 53.  | Rivalda 73-74     | Illyés Gyula                | Tűvé-tevők                                                                             |
| 54.  | Rivalda 73-74     | Lengyel József              | Újra a kezdet                                                                          |
| 55.  | Rivalda 73-74     | Örkény István               | Vérrokonok                                                                             |
| 56.  | Rivalda 73-74     | Sarkadi Imre                | Kőmíves Kelemen                                                                        |
| 57.  | Rivalda 73-74     | Szabó Magda                 | Kiálts, város!                                                                         |
| 58.  | Rivalda 73-74     | Szakonyi Károly             | Hongkongi parókia                                                                      |
| 59.  | Rivalda 73-74     | Száraz György               | A nagyszerű halál                                                                      |
| 60.  | Rivalda 74-75     | Hernádi Gyula               | Vérkeresztség                                                                          |
| 61.  | Rivalda 74-75     | Illés Endre                 | Egyszárnyú madarak                                                                     |
| 62.  | Rivalda 74-75     | Illyés Gyula                | Dupla vagy semmi, azaz két életet vagy egyet se                                        |
| 63.  | Rivalda 74-75     | Karinthy Ferenc             | Hetvenes évek                                                                          |
| 64.  | Rivalda 74-75     | Kocsis István               | Magellán                                                                               |
| 65.  | Rivalda 74-75     | Németh László               | VII. Gergely                                                                           |
| 66.  | Rivalda 74-75     | Raffai Sarolta              | Vasderes                                                                               |
| 67.  | Rivalda 74-75     | Sánta Ferenc                | Húsz óra                                                                               |
| 68.  | Rivalda 75-76     | Csurka István               | Eredeti helyszín                                                                       |
| 69.  | Rivalda 75-76     | Hernádi Gyula               | A tolmács                                                                              |
| 70.  | Rivalda 75-76     | Illés Endre                 | Spanyol Izabella                                                                       |
| 71.  | Rivalda 75-76     | Illyés Gyula                | Orfeusz a felvilágban                                                                  |
| 72.  | Rivalda 75-76     | Keresztury Dezső            | Nehéz méltóság                                                                         |
| 73.  | Rivalda 75-76     | Örkény István               | Kulcskeresők                                                                           |
| 74.  | Rivalda 75-76     | Sütő András                 | Csillag a máglyán                                                                      |
| 75.  | Rivalda 75-76     | Szabó Magda                 | Az a szép, fényes nap                                                                  |
| 76.  | Rivalda 76-77     | Berkesi András              | Kálvária                                                                               |
| 77.  | Rivalda 76-77     | Déry Tibor                  | Kedves Bópeer...!                                                                      |
| 78.  | Rivalda 76-77     | Gyurkovics Tibor            | Isten nem szerencsejátékos                                                             |
| 79.  | Rivalda 76-77     | Hernádi Gyula               | Bajcsy-Zsilinszky Endre                                                                |
| 80.  | Rivalda 76-77     | Illyés Gyula                | Dániel az övéi közt, avagy a mi erős várunk                                            |
| 81.  | Rivalda 76-77     | Mesterházi Lajos            | A Prométheusz-rejtély                                                                  |
| 82.  | Rivalda 76-77     | Páskándi Géza               | A rejtekhely                                                                           |
| 83.  | Rivalda 76-77     | Sütő András                 | Egy lócsiszár virágvasárnapja                                                          |
| 84.  | Rivalda 77-78     | Csurka István               | Nagytakarítás                                                                          |
| 85.  | Rivalda 77-78     | Hernádi Gyula               | Szép magyar tragédia                                                                   |
| 86.  | Rivalda 77-78     | Illyés Gyula                | Csak az igazat                                                                         |
| 87.  | Rivalda 77-78     | Németh László               | Erzsébet-nap                                                                           |
| 88.  | Rivalda 77-78     | Sütő András                 | Káin és Ábel                                                                           |
| 89.  | Rivalda 77-78     | Szabó Magda                 | Régimódi történet                                                                      |
| 90.  | Rivalda 78-79     | Bereményi Géza              | Légköbméter                                                                            |
| 91.  | Rivalda 78-79     | Csurka István               | Házmestersirató                                                                        |
| 92.  | Rivalda 78-79     | Hernádi Gyula               | Hasfelmetsző Jack                                                                      |
| 93.  | Rivalda 78-79     | Karinthy Ferenc             | Házszentelő                                                                            |
| 94.  | Rivalda 78-79     | Örkény István               | Pisti a vérzivatarban                                                                  |
| 95.  | Rivalda 78-79     | Simonffy András             | A japán szalon                                                                         |
| 96.  | Rivalda 78-79     | Szakonyi Károly             | A hatodik napon                                                                        |
| 97.  | Rivalda 78-79     | Száraz György               | Megoldás                                                                               |
| 98.  | Rivalda 79-80     | Bereményi Géza              | Halmi, vagy a tékozló fiú                                                              |
| 99.  | Rivalda 79-80     | Csurka István               | Deficit                                                                                |
| 100. | Rivalda 79-80     | Hernádi Gyula               | Lélekvándorlás                                                                         |
| 101. | Rivalda 79-80     | Illyés Gyula                | Homokzsák                                                                              |
| 102. | Rivalda 79-80     | Németh László               | Husz János                                                                             |
| 103. | Rivalda 79-80     | Ördögh Szilveszter          | Kapuk Thébában                                                                         |
| 104. | Rivalda 79-80     | Szabó Magda                 | A meráni fiú                                                                           |
| 105. | Rivalda 79-80     | Száraz György               | Ítéletidő                                                                              |
| 106. | Rivalda 80-81     | Csurka István               | LSD                                                                                    |
| 107. | Rivalda 80-81     | Görgey Gábor                | Bulvár                                                                                 |
| 108. | Rivalda 80-81     | Illyés Gyula                | Sorsválasztók                                                                          |
| 109. | Rivalda 80-81     | Kornis Mihály               | Halleluja                                                                              |
| 110. | Rivalda 80-81     | Müller Péter                | Szemenszedett igazság                                                                  |
| 111. | Rivalda 80-81     | Páskándi Géza               | A koronatanú                                                                           |
| 112. | Rivalda 80-81     | Sütő András                 | A szúzai menyegező                                                                     |
| 113. | Rivalda 80-81     |                             | In Memoriam Ö. I.                                                                      |
| 114. | Rivalda 81-82     | Csurka István               | Reciprok komédia                                                                       |
| 115. | Rivalda 81-82     | Fejes Endre                 | Az Angyalarcú                                                                          |
| 116. | Rivalda 81-82     | Füst Milán                  | Boldogtalanok                                                                          |
| 117. | Rivalda 81-82     | Maróti Lajos                | Egy válás története                                                                    |
| 118. | Rivalda 81-82     | Mesterházi Lajos            | Pesti emberek                                                                          |
| 119. | Rivalda 81-82     | Örkény István               | Forgatókönyv                                                                           |
| 120. | Rivalda 81-82     | Szabó Magda                 | A csata                                                                                |
| 121. | Rivalda 81-82     | Székely János               | Vak Béla király                                                                        |
| 122. | Rivalda 81-82     | Balogh Elemér-Kerényi Imre  | Csíksomlyói passió                                                                     |
| 123. | Rivalda 82-83     | Cseres Tibor                | Parázna szobrok (dráma két részben)                                                    |
| 124. | Rivalda 82-83     | Háy Gyula                   | Isten, császár, paraszt (színmű két felvonásban)                                       |
| 125. | Rivalda 82-83     | Illyés Gyula                | Kiegyezés (dráma két részben)                                                          |
| 126. | Rivalda 82-83     | Karinthy Ferenc             | Ősbemutató (vígjáték két részben)                                                      |
| 127. | Rivalda 82-83     | Kolozsvári Grandpierre Emil | Párbaj az árnyékkal (szatirikus vígjáték három felvonásban)                            |
| 128. | Rivalda 82-83     | Moldova György              | Titkos záradék (szatíra két részben)                                                   |
| 129. | Rivalda 82-83     | Müller Péter                | Búcsúelőadás (tragikus bohócparádé két részben)                                        |
| 130. | Rivalda 82-83     | Páskándi Géza               | Az ígéret ostroma avagy Félhold és telihold (történelmi várjáték két részben)          |
| 131. | Rivalda 82-83     | Sárospataky István          | Szemfényvesztők (komédia vagy tragédia két részben)                                    |
| 132. | Rivalda 82-83     | Szakonyi Károly             | Holdtölte (színjáték két felvonásban)                                                  |
| 133. | Rivalda 83-84     | Fekete Sándor               | A Lilla-villa titka                                                                    |
| 134. | Rivalda 83-84     | Görgey Gábor                | Galopp a vérmezőn                                                                      |
| 135. | Rivalda 83-84     | Gyurkovics Tibor            | Fészekalja                                                                             |
| 136. | Rivalda 83-84     | Nagy András                 | Báthory Erzsébet                                                                       |
| 137. | Rivalda 83-84     | Spiró György                | Az imposztor                                                                           |
| 138. | Rivalda 83-84     | Szabó Magda                 | Béla király                                                                            |
| 139. | Rivalda 83-84     | Vészi Endre                 | A sárga telefon                                                                        |
| 140. | Rivalda 83-84     | Weöres Sándor               | A kétfejű fenevad                                                                      |
| 141. | Rivalda 84-85     | Hubay Miklós                | Freud az álomfejtő álma                                                                |
| 142. | Rivalda 84-85     | Kertész Ákos                | Családi ház manzárddal                                                                 |
| 143. | Rivalda 84-85     | Moldova György              | Az élet oly rövid…                                                                     |
| 144. | Rivalda 84-85     | Nádas Péter                 | Találkozás                                                                             |
| 145. | Rivalda 84-85     | Páskándi Géza               | A szélmalom lakói                                                                      |
| 146. | Rivalda 84-85     | Ratkó József                | Segítsd a királyt!                                                                     |
| 147. | Rivalda 84-85     | Sőtér István                | Júdás                                                                                  |
| 148. | Rivalda 84-85     | Száraz György               | Hajnali szép csillag                                                                   |
| 149. | Rivalda 84-85     | Tóth-Máthé Miklós           | A fekete ember                                                                         |
| 150. | Rivalda 85-86     | Déry Tibor                  | A tanúk                                                                                |
| 151. | Rivalda 85-86     | Görgey Gábor                | Huzatos ház                                                                            |
| 152. | Rivalda 85-86     | Hernádi Gyula               | Hagyaték                                                                               |
| 153. | Rivalda 85-86     | Kornis Mihály               | Kozma                                                                                  |
| 154. | Rivalda 85-86     | Sütő András                 | Advent a Hargitán                                                                      |
| 155. | Rivalda 85-86     | Szabó Magda                 | Szent Bertalan nappala                                                                 |
| 156. | Rivalda 85-86     | Szakonyi Károly             | Ki van a képen?                                                                        |
| 157. | Rivalda 85-86     | Vészi Endre                 | Don Quijote utolsó kalandja                                                            |
| 158. | Rivalda 86-87     | Békés Pál                   | A női partőrség szeme láttára                                                          |
| 159. | Rivalda 86-87     | Gyurkovics Tibor            | Fekvőtámasz                                                                            |
| 160. | Rivalda 86-87     | Hernádi Gyula               | Dogma                                                                                  |
| 161. | Rivalda 86-87     | Márton László               | Lepkék a kalapon                                                                       |
| 162. | Rivalda 86-87     | Páskándi Géza               | Lélekharang                                                                            |
| 163. | Rivalda 86-87     | Spiró György                | Csirkefej                                                                              |
| 164. | Rivalda 86-87     | Vámos Miklós                | Világszezon                                                                            |
| 165. | Rivalda 86-87     | Vészi Endre                 | Le az öregekkel!                                                                       |
| 166. | Rivalda 87-88     | Csurka István               | Vizsgák és fegyelmik                                                                   |
| 167. | Rivalda 87-88     | Kárpáti Péter               | Szingapúr, végállomás                                                                  |
| 168. | Rivalda 87-88     | Kiss Irén                   | Mayerlingi fondorlatok                                                                 |
| 169. | Rivalda 87-88     | Sütő András                 | Álomkommandó                                                                           |
| 170. | Rivalda 87-88     | Tamás István                | A pápa és a császár                                                                    |
| 171. | Rivalda 88-89     | Csurka István               | Majális                                                                                |
| 172. | Rivalda 88-89     | Dancs István                | Vigyázat, mélyvíz!                                                                     |
| 173. | Rivalda 88-89     | Eörsi István                | A kihallgatás                                                                          |
| 174. | Rivalda 88-89     | Gosztonyi János             | Andrássy út 60.                                                                        |
| 175. | Rivalda 88-89     | Kiss Irén                   | Álmodtam egy várost                                                                    |
| 176. | Rivalda 88-89     | Nádas Péter                 | Temetés                                                                                |
| 177. | Rivalda 88-89     | Szakonyi Károly             | A hentes                                                                               |
| 178. | Rivalda 89-90     | Dancs István                | Sze-Ku-Kák                                                                             |
| 179. | Rivalda 89-90     | Eörsi István                | Az interjú                                                                             |
| 180. | Rivalda 89-90     | Kárpáti Péter               | Az ismeretlen katona                                                                   |
| 181. | Rivalda 89-90     | Márton László               | Carmen                                                                                 |
| 182. | Rivalda 89-90     | Nagy András                 | Anna Karenina Pályaudvar                                                               |
| 183. | Rivalda 89-90     | Németh Ákos                 | Lili Hofberg/A Heidler-színház utolsó napjai                                           |
| 184. | Rivalda 89-90     | Schwajda György             | Ballada a 301-es parcella bolondjáról                                                  |
| 185. | Rivalda 89-90     | Szilágyi Andor              | A rettenetes anya                                                                      |
| 186. | Rivalda 2004–2005 | Egressy Zoltán              | Veszett éden                                                                           |
| 187. | Rivalda 2004–2005 | Falussy Lilla               | Metadolce                                                                              |
| 188. | Rivalda 2004–2005 | Hubay Miklós                | Elnémulás                                                                              |
| 189. | Rivalda 2004–2005 | Kiss Csaba                  | Világtalanok                                                                           |
| 190. | Rivalda 2004–2005 | Pintér Béla                 | Sütemények királynője                                                                  |
| 191. | Rivalda 2004–2005 | Spiró György                | Kvartett                                                                               |
| 192. | Rivalda 2004–2005 | Térey János                 | Nibelung lakópark                                                                      |
| 193. | Rivalda 2005–2006 | Eörsi István                | Halálom reggelén                                                                       |
| 194. | Rivalda 2005–2006 | Forgács András              | A kulcs                                                                                |
| 195. | Rivalda 2005–2006 | Háy János                   | A Pityu bácsi fia                                                                      |
| 196. | Rivalda 2005–2006 | Kárpáti Péter               | Első éjszaka avagy az utolsó                                                           |
| 197. | Rivalda 2005–2006 | Kukorelly Endre             | Élnek még ezek?                                                                        |
| 198. | Rivalda 2005–2006 | Tasnádi István              | Magyar zombi                                                                           |
| 199. | Rivalda 2005–2006 | Toepler Zoltán              | Ó, Molière                                                                             |
| 200. | Rivalda 2005–2006 | Visky András                | A szökés                                                                               |
| 201. | Rivalda 2006–2007 | Garaczi László              | Plazma                                                                                 |
| 202. | Rivalda 2006–2007 | Kiss Csaba                  | Kun László                                                                             |
| 203. | Rivalda 2006–2007 | Láng Zsolt                  | Télikert                                                                               |
| 204. | Rivalda 2006–2007 | Papp András-Térey János     | Kazamaták                                                                              |
| 205. | Rivalda 2006–2007 | Spiró György                | Prah                                                                                   |
| 206. | Rivalda 2006–2007 | Zalán Tibor                 | Katonák, katonák.                                                                      |
| 207. | Rivalda 2007–2008 | Bíró Yvette                 | Frankenstein-terv                                                                      |
| 208. | Rivalda 2007–2008 | Kárpáti Péter               | Búvárszínház                                                                           |
| 209. | Rivalda 2007–2008 | Pintér Béla                 | A démon gyermekei                                                                      |
| 210. | Rivalda 2007–2008 | Spiró György                | Árpád-ház                                                                              |
| 211. | Rivalda 2007–2008 | Térey János                 | Asztalizene                                                                            |

## Lásd még
Korábbi időszak hazai és külföldi kortárs íróinak színművei jelentek meg a Színházi Élet 1912 és 1938 között megjelent számaiban. A színházi és művészeti hetilap számai megtekinthetők az Országos Széchényi Könyvtár (OSZK) elektronikus könyvtárában (EPA Elektronikus Periodika Archívum) Online